# Ludwig Aschoff
Karl Albert Ludwig Aschoff (1866 - 1942) a fost medic și patolog german. A fost al doilea mare patolog german (după Rudolf Virchow) și unul dintre cei mai influenți ai secolului al XX-lea.

## Biografie
Tatăl său, Friedrich Heinrich Ludwig Aschoff, a fost medic. Bunicul său patern a fost farmacist în Bielefeld.
Începând cu anul 1885, Aschoff a început să studieze medicina la Universitatea din Bonn, apoi din 1887, la Strasbourg, unde frecventează cursurile celebrilor medici Adolf Kussmaul și Friedrich von Recklinghausen.
În 1889, se mută la Universitatea din Würzburg, dar pentru scurt timp căci se reîntoarce la Bonn, unde în 1890 dă examenul de stat.
În 1891, obține postul de asistent al lui Friedrich von Recklinghausen, unde rămâne doi ani. În 1893, intră ca asistent secundar al medicului Johannes Orth în cadrul Institutului Patologic din Göttingen.
După obținerea doctoratului în anatomie generală și patologică, în 1894, Aschoff devine, în 1901, profesor de patologie la Universitatea Georg-August din Göttingen.
În iarna dintre anii 1901, 1902, efectuează călătorii pentru studiu prin Londra (Institutul Jenner, Institutul de Medicină Tropicală), Liverpool și Paris (Institutul Pasteur).
În 1903, preia catedra de Anatomie Patologică la Universitatea din Marburg. În 1906 se mută la Universitatea din Freiburg.
În 1906 dă curs invitației medicului William Osler, din partea Asociației medicale Britanice ("British Medical Association"), de a participa la o conferință în Toronto și astfel Aschoff vizitează pentru prima dată SUA. În 1913 ține cursuri în New York și Buffalo.
În timpul Primului Război Mondial, Aschoff lucrează ca medic militar și beneficiază de o bogată experiență anatomică și chirurgicală.
Între 1915 și 1916, este rector al Universității din Freiburg. Rămâne aici, deși primește diverse oferte din partea altor universități.
La invitația Societății Patologice Ruse, efectuează, în 1923, o călătorie în Rusia. Urmează alte călătorii pe costa de vest a SUA, apoi în Anglia. În 1926, întreprinde alte călătorii în Japonia, Spania, Ungaria, zona munților Caucaz.